# Pterolophia varievittata
Pterolophia varievittata är en skalbaggsart som beskrevs av Stephan von Breuning 1949. Pterolophia varievittata ingår i släktet Pterolophia och familjen långhorningar.
Artens utbredningsområde är Myanmar. Inga underarter finns listade i Catalogue of Life.